# Брусениця (селище залізничної станції)
Брусениця (рос. Брусеница) — залізнична станція в Приморському районі Архангельської області Російської Федерації.
Населення становить 18 осіб. Входить до складу муніципального утворення Лисестровське поселення.

## Історія
Від 2004 року входить до складу муніципального утворення Лисестровське поселення.

## Населення
| 2002 | 2010 | 2012 |
| ---- | ---- | ---- |
| 0    | ↗6   | ↗18  |